# Viktoria Eschbach-Szabo
Viktoria Eschbach-Szabo (* 30. August 1956 in Baja, Ungarn als Viktória Szabó) ist Japanologin und Sprachwissenschaftlerin. Sie lehrt als Professorin für Japanologie am Asien-Orient-Institut der Eberhard Karls Universität Tübingen.

## Leben
An der Eötvös-Loránd-Universität (Budapest) studierte Eschbach-Szabo von 1975 bis 1980 die Fächer Germanistik, Slawistik, Sinologie und Japanologie, welche sie mit dem Magistergrad abschloss. 1984 promovierte sie an der Ruhr-Universität Bochum in japanologischer Sprachwissenschaft, wo sie für die beste Dissertation des Jahres ausgezeichnet wurde. Von 1983 bis 1990 arbeitete sie an der Fakultät für Ostasienwissenschaften Bochum am Philipp-Franz-von-Siebold-Projekt. Ab 1990 lehrte sie drei Semester lang an der Universität Trier und wurde als Professorin für gegenwartsbezogene Japanologie berufen.
Eschbach-Szabo hat zwei Töchter, Anna-Viktoria Eschbach und Nora-Sophia Eschbach.

## Wirken
Seit 1992 hat Eschbach-Szabo eine Professur für Japanologie am Asien-Orient-Institut der Eberhard Karls Universität Tübingen inne, und seit 1994 arbeitet sie am Tübinger Zentrum für japanische Sprache und Kultur an der Dōshisha-Universität in Kyōto mit. Zwischen 2003 und 2009 war sie Gleichstellungsbeauftragte der Kulturwissenschaftlichen Fakultät der Universität Tübingen.
Eschbach-Szabo bekleidete von 2005 bis 2008 die Präsidentschaft der European Association for Japanese Studies. Zwischen 2006 und 2009 wirkte sie an dem Forschungsprojekt Global Risks and Attitudes (Tübingen Universität. Dôshisha University und Sheffield University) mit. An der ETH Zürich unterrichtete sie von 2007 bis 2017 über die Kultur- und Wissenschaftsgeschichte Ost-Asiens. 2009 war sie als Kuratorin am Ungarn-Festival in Japan mit der Ausstellung Nukumori wa kawaranai – "Intimität bleibt unverändert" der Mayugura Gallery in Ôme beteiligt.
Von 2015 bis 2018 arbeitete Eschbach-Szabo an verschiedenen Projekten wie am deutsch-japanisch-koreanischen Projekt Colonial Memories (Universität Tübingen, Dōshisha University, Korean University), am deutsch-japanischen Projekt Social History of Manuals for a Meaningful Life (Universität Tübingen, Dōshisha University), sowie an der internationalen Studie Cross-linguistic Modelling of Speech Data for Hesitation Type Disfluency (Kōbe, Kyōto University). Vom Wintersemester 2018 bis zum Wintersemester 2019 war Eschbach-Szabo als Geschäftsführerin der Japanologie Tübingen an der Einrichtung des Dōshisha EU-Campus beteiligt.
Viktoria Eschbach-Szabo zählt zu den wenigen Sprachwissenschaftlern in der deutschen Japanologie. Neben ihrer Lehr- und Forschungstätigkeit in den Ostasienwissenschaften wirkte sie langjährig als Organisatorin der sprachwissenschaftlichen Sektion und zuletzt als Präsidentin der European Association for Japanese Studies. Im Rahmen dieser Tätigkeit gelang es ihr durch die Erstellung von Datenbanken und Netzwerken neue Wege in der Kommunikation zwischen europäischen Institutionen zu erschließen, Nachwuchswissenschaftler in der Japanologie zu fördern und den Japanischunterricht in Europa voranzubringen. Auch im Rahmen ihrer Professur für japanische Sprachwissenschaft an der Eberhard Karls Universität Tübingen setzt sie sich dafür ein, Wissen über die japanische Kultur, Gesellschaft und Sprache einem breiteren Publikum zugänglich zu machen.
Ihre Forschungsgebiete sind:
- Japanische Lexikologie, Onomastik, japanische Namenskultur
- Spracherkennung, Schriftsysteme, Datamining
- Kognitive Grundlagen der temporalen und personalen Deixis im Japanischen
- Geschichte der japanischen Sprachwissenschaft
- Europäische Sprachpolitik und Ost-Asiens Sprachräume
- Interkulturalität und Kultursemiotik

## Werke (Auswahl)
- Temporalität im Japanischen. Harrassowitz, Wiesbaden 1986, (Veröffentlichungen des Ostasien-Instituts der Ruhr-Universität Bochum; Bd. 36), ISBN 3-447-02621-9.
- Mit Ebi, M., Koyama-Siebert, Y. [Hg.]: Ibunka to no deai. Sekai no naka no Nihon to Doitsu. Sprache und Kultur. Japan und Deutschland vor der Interkulturellen Herausforderung (Bunka. Tübinger Interkulturelle und Linguistische Japanstudien. Tübinger Intercultural and Linguistic Studies on Japan; Bd. 11). LIT, Berlin 2005, ISBN 3-8258-8299-3.
- Mit Yoshihiko Ikegami, Wlodarczyk, A. [Hg.]: Japanese Linguistics. The European Chapter. Kuroshio, Tōkyō 2007, ISBN 978-4-87424-319-0
- Personen und Namen im Japanischen. Veränderungen in der Modernisierung und in der Globalisierung. LIT, Berlin 2009, ISBN 978-3-8258-8758-2.
- "The Transnational Image of the Perfect Man: Yonsama in Japanese and East-Asian Media." In: Boehnke, A., Dissanayake, W., Kramer, S. [Hg.]: Network Cultures in the Age of Globalization. LIT, Berlin 2010. S. 3-8. ISBN 978-3-643-10163-1.
- With Hayashi, A., Kudô, M.: „Japanischer Bilingualismus im Ausland.“ Ebi, M. [Hg.]: Gesellschaft für Deutschsprachige Japanologie. Japanologentag Zürich 2012, Sektion Linguistik. GJF, Köln 2014.  https://www.gjf.de/netzpublikationen/SGJF_Bd1_Beitraege%20zum%20Japanologentag%202012%20in%20Zuerich,%20Sektion%20Linguistik.pdf
- “Europa und die Sprachen des Westens und des Ostens”. In: Deutsche Gesellschaft für Germanistik [Hg.]: Beiträge zur deutschen Sprachwissenschaft. Iudicium, München 2014.
- Mit Ebi, M.: Japanische Sprachwissenschaft. Eine Einführung für Japanologen und Linguisten. Narr, Tübingen 2015. ISBN 978-3-8233-6884-7.
- „100 Methoden um 100 Jahre alt zu werden. Eine Analyse des Sprachgebrauchs zum Thema Altern in Japan und Deutschland.“ In: Gebauer, M.; Nettesheim, M. [Hg.]: Alternde Gesellschaften und Rechtssysteme. Mohl, Tübingen 2015, S. 229–243. ISBN 978-3-16-153590-1.
- Esterhazy, Peter: Onna ga iru. (She loves me, Egy nő) Übers. mit Kato, Y. Hakusuisha, Tokyo 2015. ISBN 978-4-560-09036-7.
- Zimándi, Pius. Egy év története naplójegyzetekben. 1944. március 19 –1945. március 17.; Eschbach-Szabó Viktória [Hg.]: Magvető, Budapest 2015 (=Tények és tanúk 1.) ISBN 978-9-631-43250-3.
- “Contemporary Situation of Hungarian Literature in the Context of Europe Today. Peter Esterházy Seen through the German Window.” In: Numano, M. [Hg.]: World Literature and Japanese Literature in the Era of Globalization: in Search of a New Canon. Does it Make Sense to Discuss World Literature in Tokyo? University of Tokyo, Tokyo 2018, S. 161–171.
- With Sadanobu, T., Somodi, J. et al.:"Gengo ruikei kara mita hiryūchōdosei. Disfluency from typological perspective: With special reference to prolongation and continuation." In: JASS - Shakai gengogaku 21,1, 2018, S. 113–128.
- Kambe Takenori (1940-2000) A tókiói egyetemröl Budapestre. In: Vihar, Judit [Hg.]: Magyarországi és japán kapcsolatok az elmúlt 30 év tükrében. Budapest: HU150. In Vorbereitung.
- "Yoriyukuoiru - Doitsu no manuaru wo yomu (Ratgeber für das positive Altern in Deutschland)" In: Hattori, Osamu [Hg.]: Social History of Manuals for a Meaningful Life. Kyoto Doshisha University. In Vorbereitung.